# Ampelokipoi-Menemeni
 Ampelokipoi-Menemeni  (Grieks: Αμπελόκηποι-Μενεμένη) is sedert 2011 een fusiegemeente (dimos) in de Griekse bestuurlijke regio (periferia) Centraal-Macedonië.
De twee deelgemeenten (dimotiki enotita) van de fusiegemeente zijn:
- Ampelokipoi (Αμπελόκηποι)
- Menemeni (Μενεμένη)